# 二階ぞめき
『二階ぞめき』（にかいぞめき）は、古典落語の演目。『二階素見』とも。「ぞめき」とは吉原遊廓に上がらず眺めるだけの冷やかし行為を指す。吉原遊廓を一通り眺めないと気持ちよく寝られないという商家の若旦那のために、店の者が家の二階に女郎屋を思わせるしつらえを施すという内容。もとは上方落語の演目で、江戸落語（東京）には3代目柳家小さんが移入したとされる。
原話は、延享4年（1747年）に出版された笑話本『軽口花咲顔（かるくちはなえがお）』第5巻所収「二階の遊興」。
1940年9月に当時の講談落語協会が警視庁に届ける形で口演自粛を決定した禁演落語53演目に含められた。

## あらすじ
※以下、東大落語会編『落語事典 増補』のあらすじに準拠する。
吉原遊廓を全部見て回らないと寝付きが悪いという若旦那のために、大旦那と番頭が二階に女郎やそっくりの内装をしつらえた。気をよくした若旦那は夕方になると吉原に行った気分で大声で歌い出す。それを止めさせようと小僧の長吉が二階に来ても、若旦那は一人で店の女郎との会話を再現している。たまりかねた長吉が「若旦那! 」と怒鳴ると若旦那は「おまえ家に帰ったらここで会ったことを親父にだまっといてくんな」と答えた。